# Teijsmanniodendron ahernianum
Teijsmanniodendron ahernianum là một loài thực vật có hoa trong họ Hoa môi. Loài này được (Merr.) Bakh. miêu tả khoa học đầu tiên năm 1935.